# Beleg van Limburg
Het Beleg van Limburg was een belegering van Parma's leger op het stadje Limburg (Frans: Limbourg), centrum van het hertogdom Limburg. De aanval vond plaats van 10 juni tot en met 15 juni, 1578 tijdens de Tachtigjarige Oorlog. Eerst had Parma's voorhoede het Staatse leger uit de voorstad Dolhain verjaagd, en vervolgens werd Limburg in staat van beleg gebracht. Tijdens het bresschieten op de stad vonden onderhandelingen plaats, waarna de stad onder voorwaarden capituleerde op het moment dat Parma, de stad wilde laten bestormen.

## Aanloop
In 1576 werd de Pacificatie van Gent gesloten, waardoor het Leger van Vlaanderen zich uit de Nederlanden had moeten terugtrekken. Vanaf het voorjaar 1577 keerden de koninklijke troepen weer langs de Maas terug. Zij boden een ontzet aan het door de Staatsen belegerde Roermond. Tijdens die belegering nam Venlo tijdelijk de rol over als hoofdstad van het Gelderse Overkwartier.
Don Juan was ziek en naar Namen vertrokken voor een kuur. Hij gaf aan de prins van Parma de opdracht om Luxemburg in zekerheid te stellen en Limburg te bemachtigen. Parma nam de opdracht graag aan, temeer omdat Johan Casimir met het Staatse leger werd verwacht vanuit Duitsland. Door slag te leveren zou hij deze kunnen stoppen. Parma zond bevelhebber Gabriel Ninno met zeven vendels musketiers en een troep ruiters onder bevel van Camille del Monte als voorhoede. Parma brak 's nachts op met het leeuwendeel Spanjaarden en Italianen en liet Georg Fronsberg achter met tien zware stukken geschut, omdat hij anders niet zo snel kon oprukken.

## Beleg

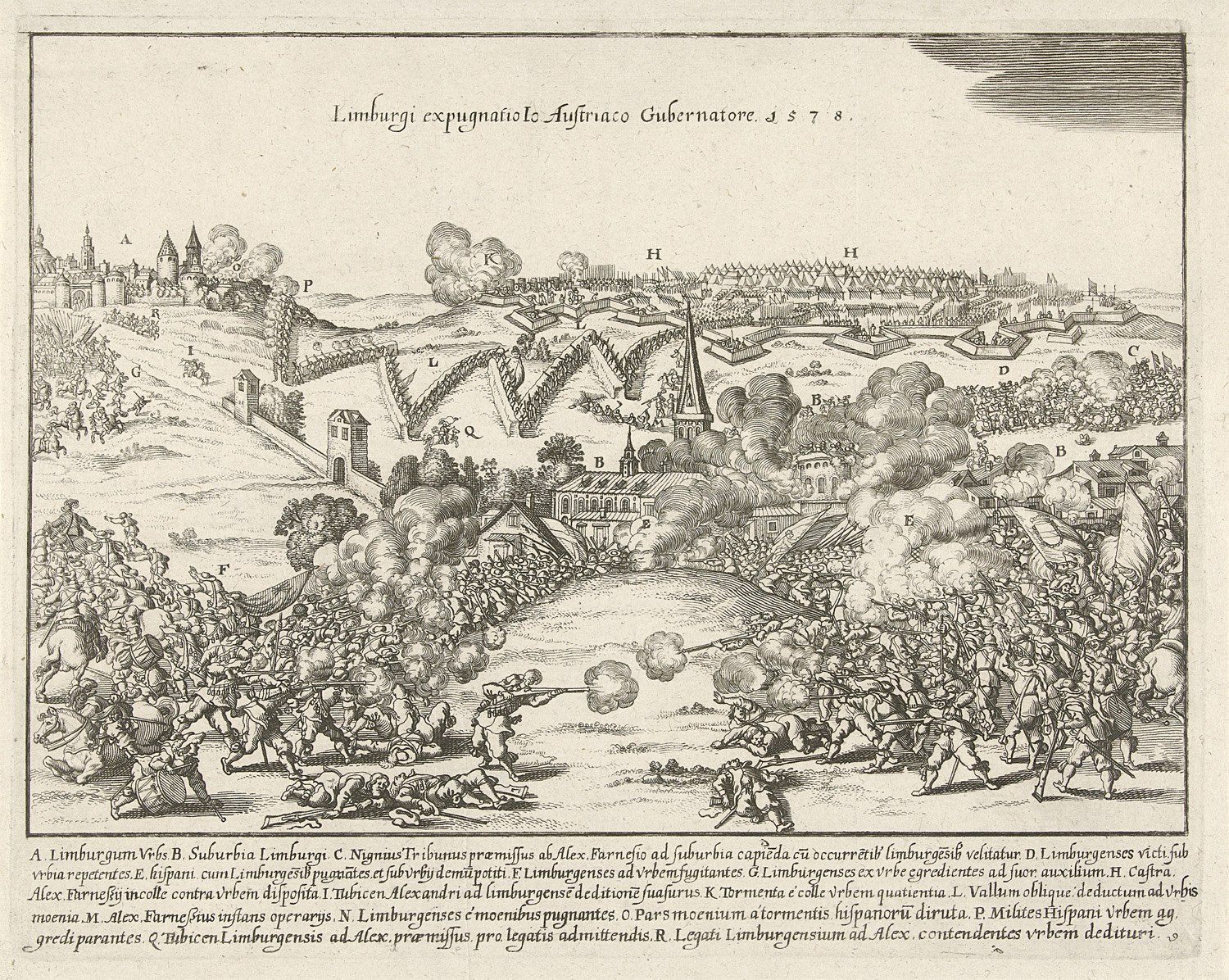
Slag om Dolhain, links de stad Limburg.
(collectie: Rijksmuseum Amsterdam)

Ninno was zo voortvarend geweest dat hij Dolhain (de benedenstad van Limburg) al had ingenomen toen Parma arriveerde. Limburg zelf ligt op een steile helling. Een aanval zou niet zonder risico zijn. Het graven van approches was al helemaal niet te doen in de rotsachtige grond, soldaten konden niet dieper graven dan twee voet. Zij moesten dus borstweringen maken van takkenbossen. Parma zette desalniettemin voorgang achter de aanleg van verschansingen, meer om de belegerden af te schrikken, dan om ze schade mee aan te kunnen richten. Intussen had Parma een trompetter naar de stad gestuurd met een beleefde brief, met daarin geschreven het "verzoek" om terug te keren naar koningszijde. Aan de trompetter werd medegedeeld dat hij de volgende dag terug moest komen voor een antwoord. Dit geschiedde. Het antwoordt luidde dat men het onderling in Limburg niet eens was (er was een geschil tussen de burgers en de bezetting ontstaan) waardoor men nog niets had kunnen besluiten. Parma vond echter dat ze slechts tijd aan het rekken waren. In de tijd van uitstel zouden zij meer tijd hebben om de stad in staat van beleg te krijgen. De derde dag zond Parma geen brief, maar gaf bevel om de stad met de kanonnen beschieten. De bedoeling was om een bres in de weermuur te schieten. Het schieten ging met zoveel geweld gepaard, dat dezelfde dag de bres voldoende omvang had om erdoorheen te stormen. Parma stond op het punt om bevel te geven voor een bestorming. De belegerden die zagen hoe voortvarend Parma en zijn leger te werk gingen, stuurden twee afgevaardigden. Het verzoek luidde: "een uur uitstel". Een van Parma's officieren zou op het verzochte tijdstip naar de bres kunnen komen om hun besluit te vernemen. Parma was tevreden. Parma kende de stad, hij wist dat als de stad bestormd zou moeten worden, dat met veel bloedvergieten gepaard zou gaan. De stadsvoogd zou het lang kunnen uithouden om een verzet af te wachten. Maar Parma liet niets blijken van zijn euforische gesteldheid. Met een stoïcijns gezicht antwoordde hij dat het verzoek toestond, maar voegde er verschrikkelijke dreigementen aan toe als zou blijken dat dat zijn tijd wederom vruchteloos verlopen zou. Parma gaf meteen opdracht om de beschietingen te staken. Een Spaans officier liep op de afgesproken tijd naar de bres en trof deze gevuld met vrouwen en kinderen. Ze lagen op hun knieën en smeekten om genade. Het grootste deel van de bezetting had het geweer neergelegd, roepende dat zij de genade en de gunst van de koning in dankbaarheid zouden aanvaarden. Rond de duizend mannen deden een verzoek om dienst te mogen nemen in het leger van de koning. Dat hen toegestaan werd. Zo viel Limburg dus in de handen van Parma.

## Nasleep

Parma´s veroveringen

Mondragon werd aangesteld als nieuwe stadhouder van Limburg. Mondragon was die avond in het hoofdkwartier om Parma te raadplegen. Toen gebeurde er een ramp. De kruittoren explodeerde, die niet alleen een stuk van het kasteel, maar ook het huis van Mondragon omver wierp. Al zijn personeel en bedienden kwamen daarbij om het leven. Parma zag het als een wonder van god dat hij Mondragon door een zonderlinge ingeving uitgenodigd had naar zijn legerkamp, met name toen in de puinhopen een kist onbeschadigd werd aangetroffen met daarin kerkelijke goederen en overblijfselen van heiligen. De herovering van Limburg, Dalhem en kasteel Valkenburg was het begin van Parma's zegetocht. Enkele dagen na de inname van Limburg zou Parma bevel geven ook Dalhem te heroveren, hetgeen op een bloedbad zou gaan uitlopen. Het was de aanloop voor het Beleg van Maastricht, de "sleutel van de Maas", daarmee verbinding tussen de Nederlanden en Duitsland. Parma eiste de vesting in januari 1579 op, sloot haar in maart af van de buitenwereld, nam haar met een bestorming, hetgeen ruim duizend levens kostte onder burgers en nog eens duizend levens van het twaalfhonderd koppen tellende staatse garnizoen.